# I colori del buio
I colori del buio è la 18ª raccolta del cantautore milanese Roberto Vecchioni pubblicata il 29 novembre 2011 per la Universal.

## Descrizione
Il disco è una raccolta di successi, scelti personalmente da Vecchioni, che hanno caratterizzato i suoi 40 anni di carriera (anche se lamenta il fatto di non aver potuto inserire tutti i brani voluti, come Pesci nelle orecchie), a cui vanno aggiunti due inediti: i colori del buio (e non "nel buio" come lo stesso cantautore tende a sottolineare in un'intervista: "sono colori che per esempio trovi quando chiudi gli occhi e vai a dormire"), brano che dà il titolo dell'album e scritto insieme al fedele Claudio Guidetti, e Un lungo addio dedicata alle figlie Francesca (la maggiore, in procinto di diventare madre di due gemelli) e Carolina (la minore, in procinto di sposarsi) e scritta insieme alla moglie Daria Colombo. Tra gli altri brani spiccano: la versione di Luci a San Siro dell'album In Cantus scelta e cantata con Mina, duetto voluto dal "professore" stesso, e Io scriverò, un omaggio a Rino Gaetano.

## Tracce
CD 1
1. I colori del buio – 3:55
2. Un lungo addio – 3:47
3. Luci a San Siro – 5:13 – con Mina
4. Chiamami ancora amore – 4:15
5. Mi porterò – 4:09
6. Comici spaventati guerrieri – 4:32
7. Non lasciarmi andare via – 3:59
8. La ragazza col filo d'argento – 3:58
9. Le rose blu – 4:13
10. Samarcanda – 3:42
11. L'ultimo spettacolo – 8:27
12. Blu(e) notte – 4:14
13. Velasquez – 7:20
14. Figlia – 4:58
15. Il suonatore stanco – 4:51
16. A.R. – 4:40

Durata totale: 76:13
CD 2
1. Carnival – 5:56
2. Per amore mio (Ultimi giorni di Sancho P.) – 4:40
3. Voglio una donna – 4:09
4. El bandolero stanco – 5:31
5. Stranamore (Pure questo è amore) – 3:52
6. Ninni – 5:30
7. Canzonenoznac – 3:39
8. Canzone per Laura – 4:19
9. Io scriverò – 3:37 – cover Rino Gaetano
10. La stazione di Zima – 4:43
11. Le lettere d'amore – 4:01
12. Viola d'inverno – 4:17
13. La bellezza – 3:27
14. L'uomo che si gioca il cielo a dadi – 3:41
15. Milady – 4:00
16. Sogna ragazzo sogna – 4:28
17. Di te – 2:32

Durata totale: 72:22